# サッカーウガンダ女子代表
サッカーウガンダ女子代表（サッカーウガンダじょしだいひょう）は、ウガンダサッカー連盟(英語: Federation of Uganda Football Associations, 略称：FUFA)によって編成されるウガンダの女子サッカーナショナルチームである。アフリカサッカー連盟(CAF)に所属している。1998年に代表チームが結成された後、2002年に活動を一時休止。2011年12月に再び活動を始めた。アフリカの女子サッカー選手権であるアフリカ女子選手権に出場している。
女子ワールドカップ、オリンピックともに出場はない。

## ワールドカップの成績
- 1991 - 不参加
- 1995 - 不参加
- 1999 - 予選敗退
- 2003 - 不参加
- 2007 - 不参加
- 2011 - 不参加

## オリンピックの成績
- 1996 - 不参加
- 2000 - 予選敗退
- 2004 - 不参加
- 2008 - 不参加
- 2012 - 不参加

## アフリカ女子選手権の成績
- 1991 - 不参加
- 1995 - 不参加
- 1998 - 予選敗退
- 2000 - グループリーグ敗退
- 2002 - 予選敗退
- 2004 - 不参加
- 2006 - 不参加
- 2008 - 不参加
- 2010 - 不参加
- 2012 - 予選敗退

## FIFAランキング
- 初登場 - 135位(2012年3月)
- 最高順位 - 130位(2012年6月)
- 最低順位 - 135位(2012年3月)